# VTB United League 2015-16
La VTB United League 2015-16 fue la octava edición de la VTB United League, competición internacional de baloncesto creada con el objetivo de unir las ligas nacionales de los países del Este de Europa en una única competición. Es también la tercera edición que funciona además como el primer nivel del baloncesto en Rusia a efectos de clasificación para competiciones europeas. Participaron 16 equipos. El campeón fue el CSKA Moscú, que lograba así su séptimo título.

## Equipos
El Krasnye Krylia se retiró de la liga debido a que el Samara Sports Palace no era adecuado para la VTB United League (que requiere un mínimo de 3.000 asientos). En su lugar, en julio de 2015 llegó el VITA Tbilisi de la Georgian Super Liga, el primer equipo de Georgia en participar en la liga. el resto de los equipos de la temporada anterior confirmaron su presencia.
| Equipo             | Ciudad           | Pabellón                                | Capacidad |
| ------------------ | ---------------- | --------------------------------------- | --------- |
| Tsmoki Minsk       | Minsk            | Minsk Arena                             | 15,000    |
| ČEZ Nymburk        | Nymburk          | Tipsport Arena                          | 11,650    |
| Kalev              | Tallinn          | Saku Suurhall Arena                     | 7,000     |
| Bisons Loimaa      | Loimaa           | Energia Areena                          | 3,500     |
| VITA Tbilisi ◆     | Tbilisi          | Tbilisi Sports Palace                   | 8,539     |
| Astana             | Astana           | Saryarka Velodrome                      | 9,270     |
| VEF Rīga           | Rīga             | Arēna Rīga                              | 12,500    |
| Avtodor Saratov    | Saratov          | Kristall Ice Sports Palace              | 6,100     |
| CSKA Moscú ●       | Moscú            | Universal Sports Hall CSKA              | 5,500     |
| Enisey Krasnoyarsk | Krasnoyarsk      | Ivan Yarygin Sports Palace              | 4,100     |
| Khimki             | Khimki           | Basketball Center                       | 6,000     |
| Krasny Oktyabr     | Volgograd        | Volgograd Sports Palace of Trade Unions | 3,700     |
| Lokomotiv Kuban    | Krasnodar        | Basket-Hall                             | 7,500     |
| Nizhny Novgorod    | Nizhny Novgorod  | Trade Union Sport Palace                | 5,600     |
| UNICS              | Kazán            | Basket Hall Arena                       | 7,500     |
| Zenit              | Saint Petersburg | Sibur Arena                             | 7,044     |

Notes
◆  Equipo que hace su debut en VTB United League.
●  El defensor del título, campeón en la VTB United League 2014-15.

## Temporada regular

### Clasificación
| Pos. | Equipo              | PJ | G  | P  | PF   | PC   | DP   | Pts | Clasificación o descenso       |
| ---- | ------------------- | -- | -- | -- | ---- | ---- | ---- | --- | ------------------------------ |
| 1    | CSKA Moscú          | 30 | 28 | 2  | 2856 | 2230 | +626 | 58  | Clasificados para los playoffs |
| 2    | UNICS Kazán         | 30 | 25 | 5  | 2666 | 2293 | +373 | 55  | Clasificados para los playoffs |
| 3    | Zenit St.Petersburg | 30 | 23 | 7  | 2668 | 2374 | +294 | 53  | Clasificados para los playoffs |
| 4    | Khimki              | 30 | 22 | 8  | 2866 | 2443 | +423 | 52  | Clasificados para los playoffs |
| 5    | Lokomotiv Kuban     | 30 | 22 | 8  | 2480 | 2153 | +327 | 52  | Clasificados para los playoffs |
| 6    | Avtodor Saratov     | 30 | 20 | 10 | 2661 | 2409 | +252 | 50  | Clasificados para los playoffs |
| 7    | Nizhny Novgorod     | 30 | 17 | 13 | 2523 | 2516 | +7   | 47  | Clasificados para los playoffs |
| 8    | ČEZ Nymburk         | 30 | 16 | 14 | 2526 | 2415 | +111 | 46  | Clasificados para los playoffs |
| 9    | Krasny Oktyabr      | 30 | 12 | 18 | 2567 | 2637 | −70  | 42  |                                |
| 10   | Enisey Krasnoyarsk  | 30 | 11 | 19 | 2509 | 2596 | −87  | 41  |                                |
| 11   | VEF Rīga            | 30 | 11 | 19 | 2473 | 2517 | −44  | 41  |                                |
| 12   | Tsmoki-Minsk        | 30 | 9  | 21 | 2416 | 2605 | −189 | 39  |                                |
| 13   | Nilan Bisons        | 30 | 8  | 22 | 2242 | 2704 | −462 | 38  |                                |
| 14   | Kalev/Cramo         | 30 | 8  | 22 | 2311 | 2596 | −285 | 38  |                                |
| 15   | BC Astana           | 30 | 7  | 23 | 2375 | 2799 | −424 | 37  |                                |
| 16   | VITA Tbilisi        | 30 | 1  | 29 | 1939 | 2791 | −852 | 31  |                                |

 Fuente: VTB Standings

### Resultados
| Casa╲ Fuera         | AST    | AVT    | ČEZ    | CSK    | ENI    | KAL    | KHI    | KRA    | LOK    | NIL    | NIZ    | TSM    | UNI    | VEF    | VIT    | ZEN    |
| Astana              |        | 93–131 | 63–98  | 60–92  | 73–80  | 97–91  | 74–108 | 81–74  | 89–91  | 83–80  | 101–79 | 92–93  | 90–103 | 71–89  | 118–61 | 71–93  |
| Avtodor Saratov     | 132–72 |        | 92–84  | 72–91  | 90–84  | 68–60  | 87–84  | 102–95 | 70–79  | 85–75  | 94–86  | 98–85  | 70–97  | 86–74  | 20–0   | 90–88  |
| ČEZ Nymburk         | 79–61  | 73–92  |        | 66–86  | 91–81  | 79–65  | 90–94  | 103–76 | 76–74  | 87–59  | 76–70  | 75–61  | 74–75  | 73–71  | 111–51 | 81–102 |
| CSKA Moscú          | 102–67 | 101–90 | 119–68 |        | 94–64  | 100–67 | 100–93 | 85–67  | 88–94  | 99–67  | 98–65  | 92–48  | 81–70  | 101–93 | 98–62  | 113–77 |
| Enisey Krasnoyarsk  | 96–70  | 88–92  | 88–92  | 81–96  |        | 97–90  | 85–95  | 86–94  | 73–82  | 88–64  | 103–96 | 93–94  | 83–87  | 110–65 | 83–73  | 94–102 |
| Kalev/Cramo         | 80–86  | 75–86  | 70–99  | 78–105 | 80–70  |        | 72–90  | 89–81  | 71–89  | 83–78  | 77–91  | 81–73  | 84–89  | 78–86  | 85–75  | 84–92  |
| Khimki              | 128–87 | 87–84  | 123–71 | 85–96  | 108–92 | 84–54  |        | 97–86  | 101–88 | 113–83 | 74–82  | 100–72 | 85–90  | 104–93 | 117–73 | 90–84  |
| Krasny Oktyabr      | 106–85 | 85–102 | 96–88  | 74–108 | 92–66  | 83–95  | 78–80  |        | 77–89  | 78–83  | 93–87  | 96–80  | 80–114 | 88–94  | 85–82  | 67–74  |
| Lokomotiv Kuban     | 99–66  | 91–77  | 75–58  | 65–77  | 77–51  | 71–67  | 94–81  | 81–63  |        | 95–55  | 92–69  | 88–50  | 56–58  | 71–63  | 121–71 | 78–70  |
| Nilan Bisons        | 81–75  | 86–135 | 60–96  | 82–98  | 99–110 | 98–86  | 62–81  | 72–109 | 70–68  |        | 73–79  | 76–73  | 74–93  | 83–82  | 89–73  | 62–83  |
| Nizhny Novgorod     | 84–80  | 75–70  | 91–76  | 86–82  | 93–75  | 80–66  | 93–92  | 87–90  | 96–91  | 71–69  |        | 100–85 | 91–81  | 79–107 | 97–65  | 84–88  |
| Tsmoki-Minsk        | 87–83  | 83–106 | 84–93  | 81–83  | 89–91  | 100–77 | 88–94  | 77–81  | 60–75  | 119–83 | 86–81  |        | 77–102 | 74–75  | 94–74  | 71–79  |
| UNICS Kazán         | 100–73 | 66–64  | 94–87  | 89–100 | 94–75  | 96–75  | 82–78  | 97–76  | 80–76  | 110–56 | 102–68 | 83–91  |        | 82–72  | 81–57  | 101–66 |
| VEF Rīga            | 94–93  | 103–91 | 81–73  | 77–92  | 71–73  | 75–84  | 79–89  | 92–94  | 84–89  | 83–73  | 75–87  | 76–84  | 69–81  |        | 99–59  | 76–95  |
| VITA Tbilisi        | 53–62  | 59–111 | 59–119 | 60–93  | 72–85  | 77–78  | 52–108 | 67–110 | 63–76  | 63–77  | 78–100 | 81–80  | 76–104 | 69–99  |        | 84–90  |
| Zenit St.Petersburg | 115–59 | 90–74  | 102–90 | 82–86  | 81–64  | 101–69 | 72–103 | 94–93  | 79–73  | 106–73 | 77–76  | 105–77 | 89–65  | 91–76  | 101–50 |        |

### Playoffs
|  | Cuartos de final | Cuartos de final     | Cuartos de final |                      |   | Semifinales | Semifinales | Semifinales |  |   | Finales    | Finales | Finales |  |
|  |                  |                      |                  |                      |   |             |             |             |  |   |            |         |         |  |
|  |                  |                      |                  |                      |   |             |             |             |  |   |            |         |         |  |
|  | 1                | CSKA Moscú           | 3                |                      |   |             |             |             |  |   |            |         |         |  |
|  | 1                | CSKA Moscú           | 3                |                      |   |             |             |             |  |   |            |         |         |  |
|  | 8                | ČEZ Nymburk          | 0                |                      |   |             |             |             |  |   |            |         |         |  |
|  | 8                | ČEZ Nymburk          | 0                |                      | 1 | CSKA Moscú  | 3           |             |  |   |            |         |         |  |
|  |                  |                      |                  |                      | 1 | CSKA Moscú  | 3           |             |  |   |            |         |         |  |
|  |                  |                      | 4                | Khimki               | 0 |             |             |             |  |   |            |         |         |  |
|  | 4                | Khimki               | 4                | Khimki               | 0 | 3           |             |             |  |   |            |         |         |  |
|  | 4                | Khimki               |                  |                      |   |             |             |             |  |   |            |         |         |  |
|  | 5                | Lokomotiv Kuban      | 0                |                      |   |             |             |             |  |   |            |         |         |  |
|  | 5                | Lokomotiv Kuban      | 0                |                      |   |             |             |             |  | 1 | CSKA Moscú | 3       |         |  |
|  |                  |                      |                  |                      |   |             |             |             |  | 1 | CSKA Moscú | 3       |         |  |
|  |                  |                      | 2                | UNICS                | 1 |             |             |             |  |   |            |         |         |  |
|  | 2                | UNICS                | 2                | UNICS                | 1 | 3           |             |             |  |   |            |         |         |  |
|  | 2                | UNICS                |                  |                      |   |             |             |             |  |   |            |         |         |  |
|  | 7                | Nizhny Novgorod      | 0                |                      |   |             |             |             |  |   |            |         |         |  |
|  | 7                | Nizhny Novgorod      | 0                |                      | 2 | UNICS       | 3           |             |  |   |            |         |         |  |
|  |                  |                      |                  |                      | 2 | UNICS       | 3           |             |  |   |            |         |         |  |
|  |                  |                      | 3                | Zenit St. Petersburg | 2 |             |             |             |  |   |            |         |         |  |
|  | 3                | Zenit St. Petersburg | 3                | Zenit St. Petersburg | 2 | 3           |             |             |  |   |            |         |         |  |
|  | 3                | Zenit St. Petersburg |                  |                      |   |             |             |             |  |   |            |         |         |  |
|  | 6                | Avtodor Saratov      | 0                |                      |   |             |             |             |  |   |            |         |         |  |
|  | 6                | Avtodor Saratov      | 0                |                      |   |             |             |             |  |   |            |         |         |  |
|  |                  |                      |                  |                      |   |             |             |             |  |   |            |         |         |  |

## Cuartos de final
| Equipo 1             | Series | Equipo 2        | Partido 1 | Partido 2 | Partido 3 | Partido 4 | Partido 5 |
| -------------------- | ------ | --------------- | --------- | --------- | --------- | --------- | --------- |
| CSKA Moscú           | 3–0    | ČEZ Nymburk     | 95–87     | 79–72     | 102–87    |           |           |
| Khimki               | 3–0    | Lokomotiv Kuban | 86–80     | 97–83     | 86–71     |           |           |
| UNICS                | 3–0    | Nizhny Novgorod | 83–70     | 70–61     | 84–71     |           |           |
| Zenit St. Petersburg | 3–0    | Avtodor Saratov | 95–91     | 97–85     | 95–82     |           |           |

## Semifinales
| Equipo 1   | Series | Equipo 2             | Partido 1 | Partido 2 | Partido 3 | Partido 4 | Partido 5 |
| ---------- | ------ | -------------------- | --------- | --------- | --------- | --------- | --------- |
| CSKA Moscú | 3–0    | Khimki               | 86–83     | 99–87     | 95–92     |           |           |
| UNICS      | 3–2    | Zenit St. Petersburg | 94–93     | 97–91     | 67–82     | 82–85     | 79–70     |

## Finales
| Equipo 1   | Series | Equipo 2 | Partido 1 | Partido 2 | Partido 3 | Partido 4 | Partido 5 |
| ---------- | ------ | -------- | --------- | --------- | --------- | --------- | --------- |
| CSKA Moscú | 3–1    | UNICS    | 84–76     | 90–77     | 74–79     | 81–74     | –         |

### Partido 1
| 1 de junio de 2016 | CSKA Moscú                                     | 84–76                                 | UNICS                                          |                                                                                                   |  |  |
| 19:00              | Parciales: 24–15, 22–26, 27–18, 11–17          | Parciales: 24–15, 22–26, 27–18, 11–17 | Parciales: 24–15, 22–26, 27–18, 11–17          |                                                                                                   |  |  |
|                    | Estadísticas Teodosic 17 De Colo 6 Teodosic 10 | Reporte Pts Reb Asts                  | Estadísticas Langford 16 Parakhouski 7 Colom 7 | Pabellón: Moscú Asistencia: 4,050 espectadores Árbitros: Sreten Radovic, Saso Petek, Semen Ovinov |  |  |
| 1–0                |                                                |                                       |                                                |                                                                                                   |  |  |
|                    |                                                |                                       |                                                |                                                                                                   |  |  |

### Partido 2
| 3 de junio de 2016 | CSKA Moscú                                   | 90–77                                 | UNICS                                            |                                                                                                 |  |  |
| 19:30              | Parciales: 27–23, 22–17, 16–22, 25–15        | Parciales: 27–23, 22–17, 16–22, 25–15 | Parciales: 27–23, 22–17, 16–22, 25–15            |                                                                                                 |  |  |
|                    | Estadísticas Khryapa 19 Khryapa 6 Teodosic 7 | Reporte Pts Reb Asts                  | Estadísticas Langford 15 Williams 6 Ponkrashov 7 | Pabellón: Moscú Asistencia: 4,600 espectadores Árbitros: Sasa Pukl, Oskars Lucius, Ilya Putenko |  |  |
| 2–0                |                                              |                                       |                                                  |                                                                                                 |  |  |
|                    |                                              |                                       |                                                  |                                                                                                 |  |  |

### Partido 3
| 6 de junio de 2016 | UNICS                                          | 79–74                                 | CSKA Moscú                                  | |  |  |
| 19:30              | Parciales: 18–18, 23–22, 24–14, 14–20          | Parciales: 18–18, 23–22, 24–14, 14–20 | Parciales: 18–18, 23–22, 24–14, 14–20       | |  |  |
|                    | Estadísticas Langford 29 Langford 8 Langford 4 | Reporte Pts Reb Asts                  | Estadísticas De Colo 20 Hines 11 Teodosic 7 | Pabellón: Kazán Asistencia: 5,500 espectadores Árbitros: Sinisa Herceg, Robert Vyklicki, Anton Makhlin |  |  |
| 1–2                |                                                |                                       |                                             | |  |  |
|                    |                                                |                                       |                                             | |  |  |

### Partido 4
| 8 de junio de 2016 | UNICS                                             | 74–81                                 | CSKA Moscú                                  | |  |  |
| 19:30              | Parciales: 11–25, 15–17, 19–16, 29–23             | Parciales: 11–25, 15–17, 19–16, 29–23 | Parciales: 11–25, 15–17, 19–16, 29–23       | |  |  |
|                    | Estadísticas Milaknis 23 Williams 10 Ponkrashov 8 | Reporte Pts Reb Asts                  | Estadísticas De Colo 16 Nichols 7 De Colo 5 | Pabellón: Kazán Asistencia: 6,000 espectadores Árbitros: Sreten Radovic, Oskars Lucius, Marczyn Kowalski |  |  |
| 1–3                |                                                   |                                       |                                             | |  |  |
|                    |                                                   |                                       |                                             | |  |  |

## Galardones

### Galardones de la temporada
MVP
- Nando de Colo – CSKA Moscú

MVP de los Playoffs
- Miloš Teodosić – CSKA Moscú

Mejor Jugador Joven
- Artem Klimenko – Avtodor Saratov

Jugador Defensivo del Año
- Kyle Hines – CSKA Moscú

Mejor Sexto Hombre del Año
- Quino Colom – UNICS Kazán

Entrenador del Año
- Vasily Karasev – Zenit St. Petersburg

### MVP del mes
| Mes       | Jugador          | Equipo                     | Ref.   |
| --------- | ---------------- | -------------------------- | ------ |
| Octubre   | Ryan Toolson     | Zenit Saint Petersburg     | [ 8 ]  |
| Noviembre | Keith Langford   | UNICS Kazán                | [ 9 ]  |
| Diciembre | Alexey Shved     | Khimki                     | [ 10 ] |
| Enero     | Malcolm Delaney  | Lokomotiv Kuban            | [ 11 ] |
| Febrero   | Anthony Randolph | Lokomotiv Kuban (2)        | [ 12 ] |
| Marzo     | Victor Rudd      | Nizhni Nóvgorod            | [ 13 ] |
| Abril     | Ryan Toolson (2) | Zenit Saint Petersburg (2) | [ 14 ] |